# Statistiche e record di Anthony Wilding

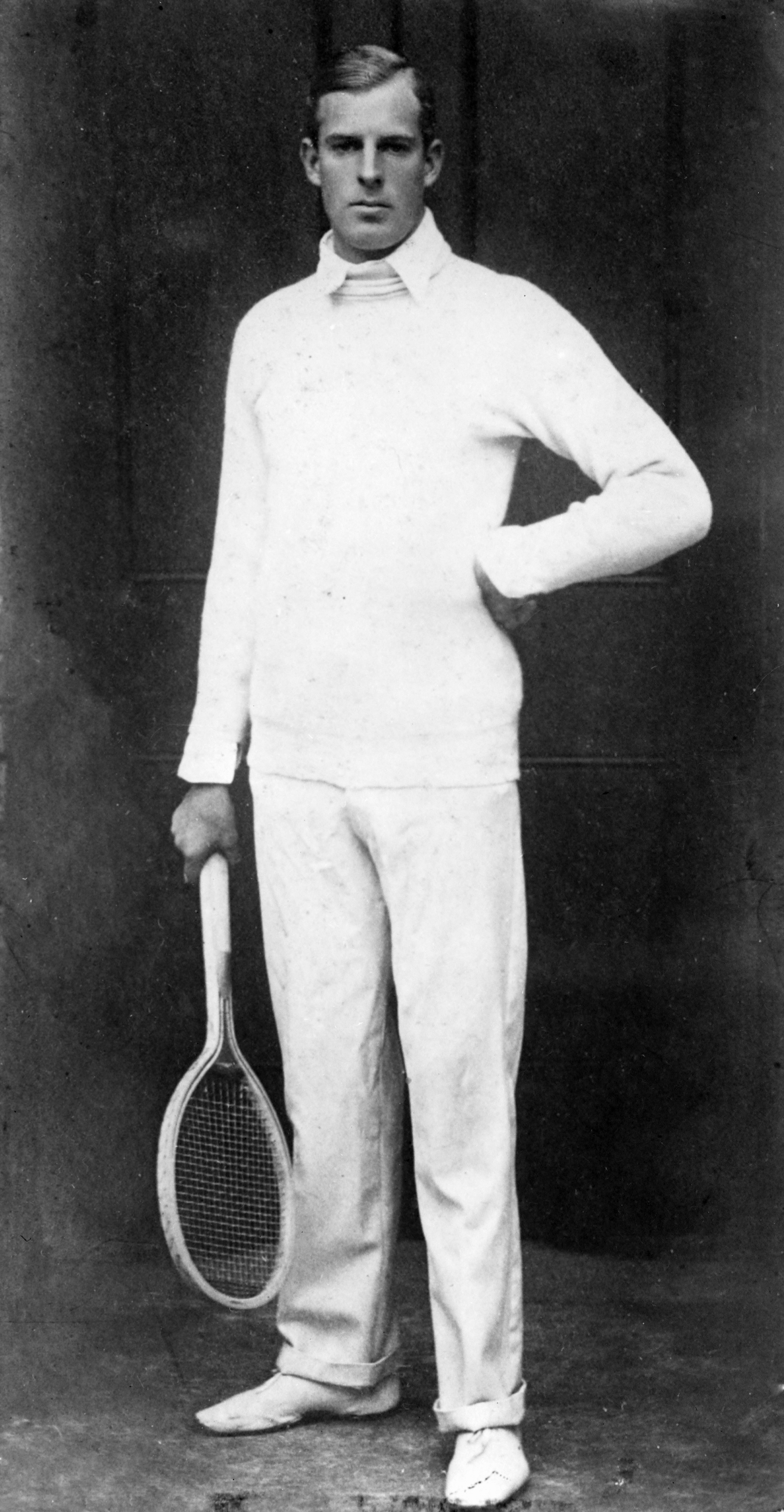
Anthony Wilding

In questa pagina sono riportate le statistiche e i record realizzati da Anthony Wilding durante la sua carriera tennistica.

## Singolare

### Grande Slam

#### Vinte (6)
| Anno | Torneo                       | Superficie | Avversario in finale  | Punteggio                |
| ---- | ---------------------------- | ---------- | --------------------- | ------------------------ |
| 1906 | Australian Championships     | Erba       | Frank Fisher          | 6–0, 6-4, 6-4            |
| 1909 | Australian Championships (2) | Erba       | Ernie Parker          | 6–1, 7–5, 6-2            |
| 1910 | Torneo di Wimbledon          | Erba       | Arthur Gore           | 6-4, 7-5, 4-6, 6-2       |
| 1911 | Torneo di Wimbledon (2)      | Erba       | Herbert Roper Barrett | 6-4, 4-6, 2-6, 6-2, rit. |
| 1912 | Torneo di Wimbledon (3)      | Erba       | Arthur Gore           | 6-4, 6-4, 4-6, 6-4       |
| 1913 | Torneo di Wimbledon (4)      | Erba       | Maurice McLoughlin    | 8-6, 6-3, 10-8           |

#### Perse (1)
| Anno | Torneo              | Superficie | Avversario in finale | Punteggio     |
| ---- | ------------------- | ---------- | -------------------- | ------------- |
| 1914 | Torneo di Wimbledon | Erba       | Norman Brookes       | 4-6, 4-6, 5-7 |

### World Championships

#### Vinte (3)
| Anno | Torneo                            | Superficie     | Avversario in finale         | Punteggio          |
| ---- | --------------------------------- | -------------- | ---------------------------- | ------------------ |
| 1913 | World Hard Court Championships    | Terra rossa    | André Gobert                 | 6–3, 6–3, 1–6, 6–4 |
| 1913 | World Covered Court Championships | Parquet indoor | Maurice Germot               | 5–7, 6–2, 6–3, 6–1 |
| 1914 | World Hard Court Championships    | Terra rossa    | Ludwig von Salm-Hoogstraeten | 6–0, 6–2, 6–4      |

### Tutti i titoli
| Legend                 |
| ---------------------- |
| Tornei del Grande Slam |
| World Championships    |

| Anno               | Torneo                                                       | Superficie     | Avversario in finale                      | Punteggio                  |
| ------------------ | ------------------------------------------------------------ | -------------- | ----------------------------------------- | -------------------------- |
| 17 ottobre 1901    | Canterbury Championships, Canterbury                         | Erba           | Richard Harman                            | 2–6, 8–6, 3–6, 6–0, 6–3    |
| 31 dicembre 1901   | Torneo di Ashburton, Ashburton                               | Erba           | Thomas Lynch                              | 6–0, 6–3                   |
| aprile 1902        | Intercollegiate Championships Christchurch, Christchurch     | Erba           | F.D. Rice                                 | 6–4, 6–2                   |
| marzo 1903         | The Freshmen's Tournament, Cambridge University, Inghilterra | Erba           | R.P. Keigwin                              | 6–0, 6–0                   |
| 23 luglio 1904     | Shropshire Championships, Shrewsbury                         | Erba           | E.V. Jones                                | 4–6, 9–7, 8–6, ritiro      |
| 23 luglio 1904     | Thompson Challenge Cup, Redhill                              | Erba           | Albert D. Prebble                         | 6–0, 6–1, ritiro           |
| 8 agosto 1904      | Scottish Championships, Moffat                               | Erba           | Charles James Glenny                      | 6–1, 6–1, 6–2              |
| 27 agosto 1904     | North Cumberland Championships, Carlisle                     | Erba           | George Crosfield Glenny                   | 6–0, 6–2, 6–3              |
| 8 luglio 1905      | Hertfordshire and North Middlesex Championships, New Barnet  | Erba           | J.L. Figgis                               | 6–0, 6–0                   |
| 22 luglio 1905     | Thompson Challenge Cup, Redhill                              | Erba           | Kenneth Powell                            | 6–1, 6–2, 6–1              |
| 21 agosto 1905     | Pöseldorf Cup, Amburgo                                       | Terra rossa    | Major Ritchie                             | 3–6, 6–2, 6–4, 3–6, 6–2    |
| 1º settembre 1905  | Europe Championships, Bad Homburg vor der Höhe               | Terra rossa    | George Hillyard                           | 5–7, 7–5, 2–6, 6–3, 7–5    |
| 18 settembre 1905  | Torneo di Le Touquet, Le Touquet                             | Terra rossa    | Lionel Escombe                            | 6–2, 6–3, 6–0              |
| 6 marzo 1906       | Riviera Championships, Mentone                               | Terra rossa    | Major Ritchie                             | 6–1, 6–4, 6–0              |
| 20 marzo 1906      | Cannes Championships, Cannes, Beau Site                      | Terra rossa    | Wilberforce Eaves                         | 6–2, 6–1, 6–3              |
| 1º aprile 1906     | Spanish Championships, Barcellona                            | Terra rossa    | José Capará                               | 6–1, 6–0, 6–0              |
| Inizio aprile 1906 | Lyons Covered Courts Championships, Lione                    | Asfalto        | Major Ritchie                             | ?                          |
| 18 aprile 1906     | French Covered Court Championships, Parigi                   | Parquet indoor | Major Ritchie                             | 6–2, 6–1, 6–1              |
| 13 maggio 1906     | Wiesbaden Championships, Wiesbaden                           | Terra rossa    | Karl Schmidt-Knatz                        | 6–2, 6–1, 6–3              |
| 13 maggio 1906     | Wiesbaden Cup, Wiesbaden                                     | Terra rossa    | Otto Froitzheim                           | 6–1, 9–7, 6–3              |
| 19 maggio 1906     | Berkshire Championships, Reading                             | Erba           | David Hawes                               | 6–0, 6–4, 6–0              |
| 6 giugno 1906      | Torneo di Sheffield & Hallamshire, Sheffield                 | Erba           | E. Watson                                 | 6–1, 6–0, 6–1              |
| 14 giugno 1906     | Austrian International Championships, Praga                  | Terra rossa    | Major Ritchie                             | 7–5, 2–6, 7–5, 6–3         |
| 14 giugno 1906     | Torneo di Praga, Praga                                       | Terra rossa    | Kurt von Wessely                          | 7–5, 6–3                   |
| 12 luglio 1906     | Torneo di Epsom, Epsom                                       | Erba           | E.L. Bristow                              | 6–2, 6–3                   |
| 18 luglio 1906     | Shropshire Championships, Shrewsbury                         | Erba           | Edward R. Allen                           | 5–7, 6–0, 6–1, 3–6, 6–4    |
| 29 luglio 1906     | Marienbad Cup (Auersperg Prize), Marienbad                   | Terra rossa    | Otto Froitzheim                           | 7–5, 6–0, 6–3              |
| 30 luglio 1906     | Marienbad Championships, Marienbad                           | Terra rossa    | Otto Froitzheim                           | 6–2, 6–1, 6–0              |
| luglio 1906        | Torneo di Franzensbad, Franzensbad                           | Terra rossa    | Ladislav Žemla                            | 6–2, 6–3, ritiro           |
| 5 agosto 1906      | Carlsbad Cup, Carlsbad                                       | Terra rossa    | Kurt von Wessely                          | 6–2, 7–5, 6–4              |
| 5 agosto 1906      | Toendo di Carlsbad, Carlsbad                                 | Terra rossa    | Ackerland                                 | 6–2, 6–1, 6–3              |
| 30 agosto 1906     | Homburg Cup Bad Homburg vor der Höhe                         | Terra rossa    | Otto Froitzheim                           | 6–1, 6–1, 6–4              |
| 10 settembre 1906  | Torneo di Baden-Baden, Baden-Baden                           | Terra rossa    | George Ball-Greene                        | 6–1, 6–2, 6–1              |
| 16 settembre 1906  | South of England Championships, Eastbourne                   | Erba           | Roderick McNair                           | 6–2, 6–3, 6–2              |
| 6 ottobre 1906     | Queen's Covered Court Championships, Queen's Club, Londra    | Parquet indoor | George Caridia                            | 6–3, 6–0, 6–3              |
| 31 dicembre 1906   | Australasian Championships, Christchurch                     | Erba           | Francis Fisher                            | 6–0, 6–4, 6–4              |
| 1º gennaio 1907    | New Zealand Championships, Christchurch                      | Erba           | Harry Parker                              | 6–4, 2–6, 6–3, 6–1         |
| 18 marzo 1907      | South of France Championships, Nizza                         | Terra rossa    | Major Ritchie                             | 6–0, 6–0, 6–3              |
| 2 aprile 1907      | French Covered Court Championship, Parigi                    | Parquet indoor | Max Décugis                               | 4–6, 6–1, 1–6, 4–1, ritiro |
| 7 aprile 1907      | Lyon Covered Court Championships, Lione                      | Asfalto        | Maurice Germot                            | 6–1, 6–1, 6–4              |
| 20 aprile 1907     | British Covered Court Championships, Londra                  | Parquet indoor | Laurence Doherty                          | walkover                   |
| 11 maggio 1907     | Wiesbaden Cup, Wiesbaden                                     | Terra rossa    | Adolf Hammacher                           | walkover                   |
| 11 maggio 1907     | Wiesbaden Championships, Wiesbaden                           | Terra rossa    | George Simond                             | 6–1, 6–2, 6–3              |
| 22 maggio 1907     | Austrian International Championships, Praga                  | Terra rossa    | Oscar Kreuzer                             | 6–1, 6–1, 6–1              |
| 30 maggio 1907     | Torneo di Vienna, Vienna                                     | Terra rossa    | Kurt von Wessely                          | 6–3, 7–5, ritiro           |
| 5 giugno 1907      | Budapest International Championships, Budapest               | Terra rossa    | Hartmann                                  | 6–4, 6–2, 6–4              |
| 8 giugno 1907      | Torneo di Sheffield & Hallamshire, Sheffield                 | Erba           | Reg Webster                               | 6–0, 6–4, 6–1              |
| 16 giugno 1907     | Kent Championships, Beckenham                                | Erba           | Arthur Gore                               | 9–7, 6–2, 3–6, 0–6, 6–1    |
| 22 giugno 1907     | Queen's Club Championships, Londra                           | Erba           | Major Ritchie                             | 6–2, 6–1, 6–0              |
| luglio 1907        | All England Plate, Wimbledon, Londra                         | Erba           | Kurt von Wessely                          | 6–3, 6–4                   |
| agosto 1907        | Marienbad Cup (Auersperg Prize), Marienbad                   | Terra rossa    | Kurt von Wessely                          | 4–6, 10–8, 2–6, 7–5, 8–6   |
| agosto 1907        | Marienbad Championships, Marienbad                           | Terra rossa    | Kenneth Powell                            | 6–0, 6–2                   |
| 8 agosto 1907      | Torneo di Franzensbad, Franzensbad                           | Terra rossa    | Kurt von Wessely                          | 6–4, 6–0, 7–5              |
| agosto 1907        | Torneo di Carlsbad, Carlsbad                                 | Terra rossa    | Oscar Kreuzer                             | 6–0, 6–1, 6–2              |
| 8 settembre 1907   | Torneo di Baden-Baden, Baden-Baden                           | Terra rossa    | Otto Froitzheim                           | 6–3, 6–2, 6–3              |
| 16 settembre 1907  | Lucerne Championships, Lucerna                               | Terra rossa    | Edward Allen                              | 3–2, ritiro                |
| 24 febbraio 1908   | Italian Riviera Championships, Sanremo                       | Terra rossa    | S. Turton                                 | 6–0, 6–0, 6–1              |
| 1º marzo 1908      | Monte Carlo Cup, Monte Carlo                                 | Terra rossa    | Wilberforce Eaves                         | 6–3, 2–6, 6–3, 4–6, 6–0    |
| 17 marzo 1908      | South of France Championships, Nizza                         | Terra rossa    | Major Ritchie                             | 6–0, 6–1, 6–2              |
| marzo 1908         | Cannes Championships, Cannes, Beau Site                      | Terra rossa    | Major Ritchie                             | 6–3, 6–4, 6–0              |
| aprile 1908        | Metropole Club Championships, Cannes, Métropole              | Terra rossa    | H. Bertoult                               | 6–1, 6–3, 6–1              |
| 12 aprile 1908     | Lyon Covered Court Championships, Lione                      | Asfalto        | Maurice Germot                            | 6–2, 6–1, 6–0              |
| 19 maggio 1908     | Wiesbaden Cup, Wiesbaden                                     | Terra rossa    | Rolf Kinzl                                | 6–1, 6–1, 6–2              |
| 19 maggio 1908     | Wiesbaden Championships, Wiesbaden                           | Terra rossa    | Otto Widmann                              | 6–1, 6–0, 6–2              |
| maggio 1908        | Torneo di Lilla, Lilla                                       | Terra rossa    | Clarence P. Dodge                         | 6–0, 6–3, 6–2              |
| luglio 1908        | Tournoi de Primrose, Bordeaux                                | Terra rossa    | Daniel Lawton                             | 6–2, 6–0, 6–1              |
| luglio 1908        | Torneo di Sheffield & Hallamshire, Sheffield                 | Erba           | Edward R. Allen                           | 6–1, 6–4, 6–3              |
| agosto 1908        | Torneo di Dieppe, Dieppe                                     | Terra rossa    | Charles P. Dixon                          | 6–3, 6–1, 6–3              |
| 6 settembre 1908   | Torneo di Baden-Baden Baden-Baden                            | Terra rossa    | Otto Froitzheim                           | 6–4, 6–3, 6–4              |
| 20 settembre 1908  | South of England Championships, Eastbourne                   | Erba           | George Hillyard                           | walkover                   |
| 23 novembre 1908   | Victorian Championships, Melbourne                           | Erba           | Fred Alexander                            | 4–6, 6–0, 6–2, 6–2         |
| 31 dicembre 1908   | New Zealand Championships, Nelson                            | Erba           | Harry Parker                              | 6–2, 6–1, 6–4              |
| 18 gennaio 1909    | Taranaki Championships, New Plymouth                         | Erba           | Harry Parker                              | 6–4, 5–3, ritiro           |
| 25 gennaio 1909    | Wairarapa Championships, Masterton                           | Erba           | Cecil Cox                                 | 6–2, 6–4                   |
| 14 aprile 1909     | Otago Championships, Dunedin                                 | Erba           | Geoff Ollivier                            | 3–6, 6–1, 6–0              |
| 25 ottobre 1909    | Australasian Championships, Perth, Australia                 | Erba           | Ernie Parker                              | 6–1, 7–5, 6–2              |
| 13 novembre 1909   | Victorian Championships, Melbourne                           | Erba           | Norman Brookes                            | 2–6, 3–6, 6–3, 6–3, 9–7    |
| 29 dicembre 1909   | New Zealand Championships, Auckland                          | Erba           | Francis Fisher                            | 6–1, 6–1, 6–1              |
| 26 aprile 1910     | South Africa Championships, Johannesburg                     | Terra rossa    | Harold A. Kitson                          | 6–0, 6–3, 6–4              |
| maggio 1910        | Torneo di Lilla, Lilla                                       | Terra rossa    | A. Georges Watson                         | 6–0, 6–1, 6–0              |
| maggio 1910        | Leopold Club Championships, Bruxelles                        | Terra rossa    | Max Décugis                               | 6–1, 6–0, 6–2              |
| maggio 1910        | Brussels International Lawn Tennis Singles, Belgium          | Terra rossa    | Max Décugis                               | 6–1, 6–2, 6–0              |
| 18 giugno 1910     | Queen's Club Championships, Londra                           | Erba           | Major Ritchie                             | 6–4, 6–3, 2–0 ritiro       |
| 2 luglio 1910      | Torneo di Wimbledon, Londra                                  | Erba           | Arthur Gore                               | 6–4, 7–5, 4–6, 6–2         |
| 7 agosto 1910      | Torneo di Ostenda, Ostenda                                   | Terra rossa    | Louis Trasenster                          | 6–2, 6–2, 6–1              |
| 13 agosto 1910     | Dutch International Championships, L'Aia                     | Terra rossa    | Paul de Borman                            | 6–2, 6–1, 6–1              |
| 28 agosto 1910     | Torneo di Evian-les-Bains, Évian-les-Bains                   | Terra rossa    | Etienne Micard                            | 6–3, 6–0, 6–1              |
| 29 settembre 1910  | Sapicourt Invitation Meeting, Sapicourt                      | Terra rossa    | Maurice Germot Otto Froitzheim            | Round Robin                |
| settembre 1910     | Montreux Palace Meeting, Territet, Montreux                  | Terra rossa    | Maurice Germot                            | 6–1, 6–3                   |
| 15 ottobre 1910    | Queen's Covered Court Championships, Queen's Club, Londra    | Parquet indoor | Arthur Lowe                               | 6–2, 6–1, 6–3              |
| 18 febbraio 1911   | Italian Riviera Championships, Sanremo                       | Terra rossa    | Friedrich Wilhelm Rahe                    | 6–4, 2–6, 3–6, 6–4, 6–2    |
| 5 marzo 1911       | Monte Carlo Cup, Monte Carlo                                 | Terra rossa    | Max Décugis                               | 5–7, 1–6, 6–3, 6–0, 6–1    |
| 12 marzo 1911      | Riviera Championships, Mentone                               | Terra rossa    | Max Décugis                               | 6–2, 6–3, 3–6, 5–7, 6–3    |
| 22 marzo 1911      | South of France Championships, Nizza                         | Terra rossa    | Max Décugis                               | 9–7, 6–0, 6–3              |
| 28 marzo 1911      | Cannes Championships, Cannes, Beau Site                      | Terra rossa    | Friedrich W. Rahe                         | 6–1, 6–4, 6–2              |
| 17 giugno 1911     | Kent Championships, Beckenham                                | Erba           | Major Ritchie                             | 6–0, 6–0, 6–3              |
| 24 giugno 1911     | Queen's Club Championships, Londra                           | Erba           | Alfred Beamish                            | 7–5, 6–2, 6–3              |
| 8 luglio 1911      | Torneo di Wimbledon, Londra                                  | Erba           | Herbert Roper Barrett                     | 6–4, 4–6, 2–6, 6–2, ritiro |
| 18 febbraio 1912   | Monte Carlo Cup, Monte Carlo                                 | Terra rossa    | C. Moore                                  | 6–3, 6–0, 6–0              |
| marzo 1912         | Formé-Bécherat Cup, Mentone                                  | Terra rossa    | Arthur Wallis Myers                       | 6–0, ritiro                |
| 15 giugno 1912     | Kent Championships, Beckenham                                | Erba           | Herbert Roper Barrett                     | 6–2, 4–6, 6–2, 1–6, 6–2    |
| 22 giugno 1912     | Queen's Club Championships, Londra                           | Erba           | Otto Froitzheim                           | walkover                   |
| 8 luglio 1912      | Torneo di Wimbledon, Londra                                  | Erba           | Arthur Gore                               | 6–4, 6–4, 4–6, 6–4         |
| agosto 1912        | Torneo di Deauville, Deauville                               | Terra rossa    | Heinrich Kleinschroth                     | 6–2, 6–1, 7–5              |
| 3 marzo 1913       | Monte Carlo Cup, Monte Carlo                                 | Terra rossa    | Félix Poulin                              | 6–0, 6–2, 6–1              |
| 7 marzo 1913       | Formé-Bécherat Cup, Mentone                                  | Terra rossa    | Max Décugis                               | 6–4, 6–1, 3–6, 6–3         |
| 9 marzo 1913       | Riviera Championships, Mentone                               | Terra rossa    | Friedrich Wilhelm Rahe                    | 6–2, 6–3, 6–1              |
| 15 giugno 1913     | World Hard Court Championships, Parigi                       | Terra rossa    | André Gobert                              | 6–3, 6–3, 1–6, 6–4         |
| 4 luglio 1913      | Torneo di Wimbledon, Londra                                  | Erba           | Maurice McLoughlin                        | 8–6, 6–3, 10–8             |
| 31 agosto 1913     | Torneo di Deauville, Deauville                               | Terra rossa    | Max Décugis Stanley N. Doust Wilhelm Rahe | Round robin                |
| 8 settembre 1913   | Torneo di Le Touquet, Le Touquet                             | Terra rossa    | A.B. Jones                                | 6–2, 6–8, 6–3, 6–1         |
| 15 settembre 1913  | Montreux Palace Autumn Meeting, Montreux                     | Terra rossa    | Craig Biddle                              | 6–1, 6–2, 6–0              |
| 22 settembre 1913  | Montreux Palace Autumn Meeting, Montreux                     | Terra rossa    | Robert Kleinschroth                       | 6–1, 6–4, 6–2              |
| ottobre 1913       | Lausanne Autumn Meeting, Losanna                             | Terra rossa    | Robert Kleinschroth                       | 6–4, 6–2, 6–2              |
| 20 ottobre 1913    | Queen's Covered Court Championships, Queen's Club, Londra    | Parquet indoor | Arthur Lowe                               | 7–5, 6–0, 6–2              |
| 18 ottobre 1913    | World Covered Court Championships, Stoccolma                 | Parquet indoor | Maurice Germot                            | 5–7, 6–3, 6–2, 6–1         |
| gennaio 1914       | Carlton Club First Meeting, Cannes                           | Terra rossa    | Gordon Lowe                               | 6–4, 6–1, 6–2              |
| 1º febbraio 1914   | Torneo di Bordighera, Bordighera                             | Terra rossa    | Gordon Lowe                               | 6–2, 7–5                   |
| 15 febbraio 1914   | Torneo di Beaulieu, Beaulieu-sur-Mer                         | Terra rossa    | Gordon Lowe                               | 6–0, 6–2, 6–3              |
| 20 febbraio 1914   | Côte d'Azur Championships, Cannes, Beau Site                 | Terra rossa    | Gordon Lowe                               | 6–3, 6–2, 6–4              |
| 2 marzo 1914       | Monte Carlo Cup, Monte Carlo                                 | Terra rossa    | Gordon Lowe                               | 6–2, 6–3, 6–2              |
| 7 marzo 1914       | Riviera Championships, Mentone                               | Terra rossa    | Gordon Lowe                               | 6–1, 6–4, 6–2              |
| 17 marzo 1914      | South of France Championships, Nizza                         | Terra rossa    | Gordon Lowe                               | 6–4, 6–4, 1–6, 6–2         |
| 25 marzo 1914      | The Country Club Championships, Nizza                        | Terra rossa    | Félix Poulin                              | 10–8, 6–2, 6–4             |
| 30 marzo 1914      | Cannes Championships, Cannes, Beau Site                      | Terra rossa    | Norman Brookes                            | 6–4, 6–2, 6–1              |
| 12 aprile 1914     | Carlton Club Second Meeting, Nizza                           | Terra rossa    | Norman Brookes                            | 6–2, 6–2, 6–2              |
| 8 giugno 1914      | World Hard Court Championships, Parigi                       | Terra rossa    | Ludwig von Salm-Hoogstraeten              | 6–0, 6–2, 6–4              |

## Doppio

### Grande Slam

#### Vinte (5)
| Anno | Torneo                   | Superficie | Compagno       | Avversari in finale                 | Punteggio          |
| ---- | ------------------------ | ---------- | -------------- | ----------------------------------- | ------------------ |
| 1906 | Australian Championships | Erba       | Rodney Heath   | Cecil C. Cox Harry Parker           | 6–2, 6–4, 6–2      |
| 1907 | Torneo di Wimbledon      | Erba       | Norman Brookes | Karl Behr Beals Wright              | 6–4, 6–4, 6–2      |
| 1908 | Torneo di Wimbledon      | Erba       | Major Ritchie  | Arthur Gore Herbert Roper Barrett   | 6–1, 6–2, 1–6, 9–7 |
| 1910 | Torneo di Wimbledon      | Erba       | Major Ritchie  | Arthur Gore Herbert Roper Barrett   | 6–1, 6–1, 6–2      |
| 1914 | Torneo di Wimbledon      | Erba       | Norman Brookes | Herbert Roper Barrett Charles Dixon | 6–1, 6–1, 5–7, 8–6 |

### World Championships

#### Vinte (1)
| Anno | Torneo                         | Superficie  | Compagno        | Avversari in finale                      | Punteggio          |
| ---- | ------------------------------ | ----------- | --------------- | ---------------------------------------- | ------------------ |
| 1913 | World Hard Court Championships | Terra rossa | Otto Froitzheim | Heinrich Kleinschroth Moritz von Bissing | 5–7, 6–0, 3–6, 6–8 |

## Doppio misto

### Grande Slam
Nessuna finale giocata

### World Championships
| Anno | Torneo                         | Superficie  | Compagna         | Avversari in finale        | Punteggio |
| ---- | ------------------------------ | ----------- | ---------------- | -------------------------- | --------- |
| 1913 | World Hard Court Championships | Terra rossa | Germaine Golding | Elizabeth Ryan Max Décugis | walkover  |

## Risultati in progressione
| Sigla | Risultato               |
| ----- | ----------------------- |
| V     | Vincitore               |
| F     | Finalista               |
| SF    | Semifinalista           |
| O     | Oro olimpico            |
| A     | Argento olimpico        |
| SF    | Bronzo olimpico         |
| QF    | Quarti di Finale        |
| 4T    | Quarto turno            |
| 3T    | Terzo turno             |
| 2T    | Secondo turno           |
| 1T    | Primo turno             |
| RR    | Round Robin             |
| LQ    | Turno di qualificazione |
| A     | Assente                 |
| ND    | Non disputato           |

| Legenda superfici    |
| -------------------- |
| Cemento              |
| Terra battuta        |
| Erba                 |
| Superficie variabile |

|            |                                |                                |                                |                                |                                |                                |                                |                                |                                |                                |                                | Titoli / Giocati | V-S in carriera | % vittorie |
| Grand Slam | Carriera amatoriale            | Carriera amatoriale            | Carriera amatoriale            | Carriera amatoriale            | Carriera amatoriale            | Carriera amatoriale            | Carriera amatoriale            | Carriera amatoriale            | Carriera amatoriale            | Carriera amatoriale            | Carriera amatoriale            | 6 / 12           | 29–7            | 80,55%     |
| Grand Slam | 1904                           | 1905                           | 1906                           | 1907                           | 1908                           | 1909                           | 1910                           | 1911                           | 1912                           | 1913                           | 1914                           | 6 / 12           | 29–7            | 80,55%     |
| ---------- | ------------------------------ | ------------------------------ | ------------------------------ | ------------------------------ | ------------------------------ | ------------------------------ | ------------------------------ | ------------------------------ | ------------------------------ | ------------------------------ | ------------------------------ | ---------------- | --------------- | ---------- |
| Australian | A                              | V                              | A                              | A                              | V                              | A                              | A                              | A                              | A                              | A                              | A                              | 2 / 2            | 6–0             | 100%       |
| French     | Riservato ai tennisti francesi | Riservato ai tennisti francesi | Riservato ai tennisti francesi | Riservato ai tennisti francesi | Riservato ai tennisti francesi | Riservato ai tennisti francesi | Riservato ai tennisti francesi | Riservato ai tennisti francesi | Riservato ai tennisti francesi | Riservato ai tennisti francesi | Riservato ai tennisti francesi | 0 / 0            | 0–0             | 0%         |
| Wimbledon  | 2T                             | QF                             | SF                             | 2T                             | QF                             | A                              | V                              | V                              | V                              | V                              | CR                             | 4 / 10           | 23–7            | 76.66%     |
| U.S.       | A                              | A                              | A                              | A                              | A                              | A                              | A                              | A                              | A                              | A                              | A                              | 0 / 0            | 0–0             | 0%         |

## Record
- Wilding rimase imbattuto sulla terra rossa dal 28 agosto 1910 in poi. Non è mai stato più battuto. All'incirca ha vinto 110-120 partite consecutive su questa superficie.

| Torneo | Record                                                       | Condiviso con |
| ------ | ------------------------------------------------------------ | ------------- |
| Tutti  | Più di 114 titoli outdoor (1901–1914)                        | Rod Laver     |
| Tutti  | 80 titoli di singolare sulla terra rossa (1905–1914)         | Nessuno       |
| Tutti  | 30 titoli consecutivi sulla terra rossa (1910–1914)          | Nessuno       |
| Tutti  | 23 titoli di singolare in una stagione (1906)                | Nessuno       |
| Tutti  | 4 anni con più di 12+ in una stagione (1906,07,08,10)        | Rod Laver     |
| Tutti  | 3 anni consecutivi con più di 12+ in una stagione 1906,07,08 | Nessuno       |